# Chlorophorus vulpinus
Chlorophorus vulpinus är en skalbaggsart som beskrevs av Holzschuh 1992. Chlorophorus vulpinus ingår i släktet Chlorophorus och familjen långhorningar. Inga underarter finns listade i Catalogue of Life.